# Golden Wings Flying Museum
Das Golden Wings Flying Museum ist ein Flugzeugmuseum in Blaine, Minnesota.

## Museum
Das Museum befindet sich am Flughafen von Blaine in einem ca. 4.000 m² großen Hangar. Das Museum und die meisten Flugzeuge sind in Privatbesitz von Greg Harris. Das Museum ist auf US-amerikanische Flugzeuge der 1920er und 1930er Jahre spezialisiert und kann nach Voranmeldung besichtigt werden.

## Flugzeugbestand
- Aeronca C-3, 1936
- Taylor Aerocar Model 1, 1954
- Alliance Argo, 1929
- Arrow Sport "M", 1938
- Avro 581 Avian, 1929
- Boeing Stearman, 1941
- Buhl Sport Airsedan, 1929
- Bushmaster 2000, 1966 (einziges noch existierendes Exemplar)
- Cunningham-Hall, 1938
- Fairchild FC-2W-2, 1927
- Fairchild PT-19, 1944
- Fairchild PT-23A, 1943
- 2 Fairchild PT-26, 1942 und 1944
- Fleetwings Seabird, 1937
- Ford 4-AT-A, 1927 (ältestes flugfähiges Exemplar der Trimotor)
- Ford Trimotor 4-AT-B, 1928
- Interstate "Cadet" S-1-A, 1941
- Krutzer Trimotor K-5, 1929
- Paramount Cabinair, 1929
- Stearman C3-B, 1928
- Stinson Model A, 1936
- Stinson SM-6000-B Trimotor, 1931
- Travel Air 6000-A, 1929
- WACO CUC-1, 1935
- WACO UKC, 1934
- YPT-9 Cloudboy, 1930

Weitere Flugzeuge werden zurzeit restauriert.